# Мукіке (комуна)
Мукіке  — одна з комун провінції Бужумбура-Рурал, сільського району, прилеглого до міста Бужумбура, на заході Бурунді. Центр — однойменне містечко Мукіке. Тут знаходиться 10 пагорбів.